# Broćanac (Rakovica)
Broćanac is een plaats in de gemeente Rakovica in de Kroatische provincie Karlovac. De plaats telt 31 inwoners (2001).